# Diplocarpa
Diplocarpa Massee – rodzaj grzybów należący do rodziny Cordieritidaceae.

## Systematyka i nazewnictwo
Pozycja w klasyfikacji według Index FungorumDiplocarpa, Cordieritidaceae, Helotiales, Leotiomycetidae, Leotiomycetes, Pezizomycotina, Ascomycota, Fungi.
Gatunki
- Diplocarpa bloxamii (Berk. ex W. Phillips) Seaver 1937
- Diplocarpa constans H.L. Su & Q. Zhao 2022
- Diplocarpa curreyana Massee 1895
- Diplocarpa irregularis (Schwein.) Baral & Pärtel 2022 – tzw. korzak różnokształtny

Wykaz gatunków i nazwy naukowe na podstawie Index Fungorum. Nazwa polska według Komisji ds Polskiego Nazewnictwa Grzybów.